# Duel au Colorado
Pour plus de détails, voir Fiche technique et Distribution.
Duel au Colorado (Gunfight at Comanche Creek) est un film américain réalisé par Frank McDonald, sorti en 1963.

## Synopsis
Au Colorado en 1875, Bob Gifford est un policier infiltré dans un gang dangereux. Un des hors-la-loi se lie d'amitié avec lui et, désireux de se racheter, tente d'alerter le marshall. Mais ce dernier est en fait le vrai chef du gang. Cela se termine par une bataille rangée entre les hors-la-loi et d'autres policiers, à l'issue de laquelle le marshall est arrêté.

## Fiche technique
- Titre original : Gunfight at Comanche Creek
- Titre français : Duel au Colorado
- Réalisation : Frank McDonald
- Scénario : Edward Bernds
- Direction artistique : Edward C. Jewell
- Décors : Clarence Steensen
- Costumes : Edward Armand
- Photographie : Joseph F. Biroc
- Son : Ralph Butler
- Montage : William Austin
- Musique : Marlin Skiles
- Production : Ben Schwalb
- Société de production : Allied Artists
- Société de distribution : Allied Artists
- Pays de production :  États-Unis
- Langue originale : anglais
- Format : couleur (Deluxe (en)) — 35 mm — 2,35:1 (Panavision) — son Mono
- Genre : Western
- Durée : 91 minutes
- Dates de sortie : 
  - États-Unis : 6 novembre 1963
  - France : 22 juillet 1964

## Distribution
- Audie Murphy : Bob Gifford, alias Judd Tanner
- Ben Cooper : Carter
- Colleen Miller : Abbie Stevens
- DeForest Kelley : Amos Troop
- Jan Merlin : Nielson
- Adam Williams : Jed Hayden
- Susan Seaforth Hayes (en) : Janie
- Mort Mills : Ben Bady
- John Hubbard : Marshall Dan Shearer
- Laurie Mitchell : Tina Neville